# Masahiko Inoha
Masahiko Inoha (伊野波 雅彦 Inoha Masahiko?, Miyazaki, Miyazaki, 28 de agosto de 1985) es un futbolista japonés que juega como mediocampista.

## Selección nacional
El 12 de mayo de 2014 fue incluido por el entrenador Alberto Zaccheroni en la lista final de 23 jugadores que representarían a Japón en la Copa Mundial de Fútbol de 2014 en Brasil.

## Clubes
| Club                  | País    | Año       |
| --------------------- | ------- | --------- |
| F. C. Tokyo           | Japón   | 2006-2007 |
| Kashima Antlers       | Japón   | 2008-2011 |
| H. N. K. Hajduk Split | Croacia | 2011-2012 |
| Vissel Kobe           | Japón   | 2012      |
| Júbilo Iwata          | Japón   | 2013-2015 |
| Vissel Kobe           | Japón   | 2016-2018 |
| Yokohama FC           | Japón   | 2019-2021 |
| Ehime FC              | Japón   | 2022      |

## Palmarés

### Títulos nacionales
| Título             | Club            | País  | Año  |
| ------------------ | --------------- | ----- | ---- |
| J1 League          | Kashima Antlers | Japón | 2008 |
| Supercopa de Japón | Kashima Antlers | Japón | 2009 |
| J1 League          | Kashima Antlers | Japón | 2009 |
| Supercopa de Japón | Kashima Antlers | Japón | 2010 |
| Copa del Emperador | Kashima Antlers | Japón | 2010 |

### Títulos internacionales
| Título        | Club (*) | País  | Año  |
| ------------- | -------- | ----- | ---- |
| Copa Asiática | Japón    | Catar | 2011 |

(*) Incluyendo la selección.